# Andrew Haigh
Pour les articles homonymes, voir Haigh.
Andrew Haigh, né le 7 mars 1973 à Harrogate, dans le comté du Yorkshire du Nord, en Angleterre, est un réalisateur, scénariste et monteur britannique. Il a notamment été assistant-monteur sur plusieurs films de Ridley Scott.

## Carrière
Haigh travaille comme assistant pour le scénario de films tels que Gladiator et La Chute du faucon noir, avant d'écrire et de diriger le court métrage Oil. Il dirige son premier long métrage en 2009, Greek Pete, dont la première a lieu au London Lesbian and Gay Film Festival. Le film est tourné à Londres et traite de la prostitution masculine, en suivant une année de la vie de Pete qui loue son corps. Greek Pete gagne l'Artistic Achievement Award à l'Outfest en 2009.
Le deuxième film d'Andrew Haigh est une comédie dramatique romantique intitulée Week-end. Il décrit une relation d'un week-end entre deux hommes (joués par Tom Cullen et Chris New). La première se tient le 11 mars 2011 au SXSW Film Festival, où il remporte un Audience Award pour la section Emerging Visions. Ce film est montré à plusieurs festivals à l'étranger, et remporte entre autres le prix du grand jury au L.A. Outfest  et au London Film Critics' Circle,.
En 2014, il produit la série télévisée Looking, à propos d'un groupe d'amis homosexuels de San Francisco. Andrew Haigh est ouvertement homosexuel.
Son film 45 Years, sorti en 2015, est sélectionné pour la section de la compétition principale de la 65e édition du festival de Berlin et remporte l'Ours d'argent de la meilleure actrice (pour Charlotte Rampling) et l'Ours d'argent du meilleur acteur (pour Tom Courtenay). 

## Filmographie

### Réalisation et scénario

#### Cinéma
- 2003 : Oil (court-métrage)
- 2005 : Markings (court-métrage)
- 2005 : Cahuenga Blvd (court-métrage)
- 2009 : Five Miles Out (court-métrage)
- 2009 : Greek Pete
- 2011 : Week-end (Weekend)
- 2015 : 45 ans (45 Years)
- 2017 : La Route sauvage (Lean on Pete)
- 2023 : Sans jamais nous connaître (All of Us Strangers)

#### Télévision
- 2014-2015 : Looking, écrit 5 épisodes, réalise 10 épisodes (série télévisée)
- 2016 : Looking, le film (Looking) (téléfilm)
- 2019 : The OA, saison 2, épisodes 3 Magic Mirror et 6 Mirror Mirror (série télévisée)
- 2021 : The North Water (mini série télévisée)

### Montage
- 2003 : Oil (court-métrage)
- 2005 : Cahuenga Blvd (court-métrage)
- 2008 : Crack Willow
- 2009 : Greek Pete
- 2011 : Week-end (Weekend)

### Production
- 2004 : Fragments d'Isabel Sztriberny (court métrage)
- 2009 : Greek Pete
- 2014-2015 : Looking (série télévisée)
- 2016 : Looking, le film (Looking) (téléfilm)
- 2021 : The North Water (mini série télévisée)

## Distinctions

### Récompenses
- 2009 : prix spécial du comité pour Greek Pete à Outfest
- 2009 : prix du jury pour Greek Pete au Atlanta Film Festival
- 2009 : meilleur film du Yorkshire pour Five Miles Out au Yorkshire Film Award
- 2011 : prix du public pour Week-end au Inside Out Film and Video Festival
- 2011 : prix du public pour Week-end au Festival du film Frameline de San Francisco
- 2011 : prix Emerging Visions pour Week-end à South by Southwest
- 2011 : Meilleure fiction narrative pour Week-end au Festival du film de Nashville
- 2011 : grand prix du jury pour Week-end à Outfest
- 2011 : prix du public pour Week-end au Czech Gay and Lesbian Film Festival
- 2011 : prix honorable pour Week-end au Festival du film britannique de Dinard
- 2011 : prix de jury pour Week-end au Festival international du film de Flandre-Gand
- 2011 : prix Globula pour Week-end au Hamburg Lesbian and Gay Film Festival
- 2012 : prix du meilleur scénario pour Week-end au Evening Standard British Film Awards
- 2012 : prix du meilleur réalisateur pour Week-end au London Film Critics Circle

### Nominations
- 2011 : prix du meilleur scénario pour Week-end au Festival du film britannique de Dinard
- 2011 : Hitchcock d'or pour Week-end au Festival du film britannique de Dinard
- 2011 : Hitchcock d'argent pour Week-end au Festival du film britannique de Dinard
- 2012 : prix du meilleur scénario original pour Week-end à la Chlotrudis Awards